# Takurō Okuyama
Takurō Okuyama (japanisch 奥山 卓廊 Okuyama Takurō; * 27. Oktober 1983 in der Präfektur Saitama) ist ein japanischer Fußballspieler.

## Karriere
Okuyama erlernte das Fußballspielen in der Universitätsmannschaft der Asia-Universität. Seinen ersten Vertrag unterschrieb er 2007 bei Thespa Kusatsu. Der Verein spielte in der zweithöchsten Liga des Landes, der J2 League. Für den Verein absolvierte er zwei Ligaspiele.